# Buyout
Un buyout è un'operazione d'investimento per cui un'azienda è acquisita in gran parte da un gruppo di dirigenti d'azienda, definito generalmente "management team", che diventano manager/imprenditori, anche se in realtà possono esserci altri acquirenti.
Il management team acquirente viene generalmente affiancato da un financial sponsor, tradizionalmente un fondo di private equity, che fornisce gran parte delle risorse finanziarie per l'operazione. Se l'operazione avviene attraverso denaro preso in larga misura a debito (e.g. con prestiti in banca o obbligazioni societarie), si parla di leveraged buyout (LBO).
Le operazioni di buyout si classificano in funzione della provenienza del management team o di chi è/sono i compratori:
- management buyout (MBO), in cui il management interno all'azienda acquista la loro stessa azienda;
- employee buyout (EBO), in cui i lavoratori dell'azienda acquistano la stessa ma in contesto di dissesto finanziario o insolvenza per evitare la liquidazione e rigenerare l'impresa;
- management and employee buyout (MEBO), in cui sia il management interno che i lavoratori acquistano la loro stessa azienda:
- management buyin (MBI), in cui un management team esterno all'azienda acquista l'azienda target;
- buy-in management buyout (BIMBO), in cui il management interno e esterno (insider e outsider) all'azienda comprano l'azienda target.
- institutional buyout (IBO), in cui un investitore istituzionale acquista l'azienda.
- secondary buyout (SBO), in cui un fondo di private equity che ha effettuato una partecipazione tramite buyout rivende la sua partecipazione azionaria a un altro fondo di private equity.